# Serlon de Wilton
Pour les articles homonymes, voir Serlon.
Serlon Wilton (en latin : Serlo de Wiltonia ou Serlo a Wiltunia) est un poète « anglais » du XIIe siècle, écrivant en latin.

## Biographie
Né au début du XIIe siècle à Wilton, près de Salisbury, il est éduqué à l'université de Paris, d'où son surnom de « Serlo Parisiensis ».
Il devient dans les années 1160 un moine de l'Ordre de Cluny, puis un moine cistercien, avant de devenir abbé à l'abbaye de l'Aumône en 1171.
Il meurt en 1181.